# 12056 Yoshigeru
12056 Yoshigeru è un asteroide della fascia principale. Scoperto nel 1997, presenta un'orbita caratterizzata da un semiasse maggiore pari a 2,2841003 UA e da un'eccentricità di 0,1609436, inclinata di 6,28352° rispetto all'eclittica.